# Was nicht passt, wird passend gemacht (2002)
Der Film Was nicht passt, wird passend gemacht ist eine deutsche Komödie des Regisseurs Peter Thorwarth aus dem Jahr 2002. Das Drehbuch basiert auf dem gleichnamigen Kurzfilm aus dem Jahr 1997. Der Film spielt im östlichen Ruhrgebiet und bildet zusammen mit Bang Boom Bang – Ein todsicheres Ding (1999) und Goldene Zeiten (2006) die sogenannte Unna-Trilogie.
Er bekam auf der Berlinale den Jupiter-Publikumspreis als bester deutscher Film 2002. Ein Jahr später lief bei ProSieben die Serienadaption des Films.

## Handlung
Kümmel, Kalle und Horst arbeiten für den Bauunternehmer Werner Wiesenkamp, der ein kleines Bauunternehmen in Bergkamen im Kreis Unna führt. Da Kümmel, Kalle und Horst ständig klamm sind und der Chef Wiesenkamp auf großem Fuß lebt, überreden die drei Angestellten den Chef auf dessen Gartenparty, einen polnischen Schwarzarbeiter einzustellen. Wiesenkamp stellt jedoch als zusätzliche Arbeitskraft den jungen Architekturstudenten Philipp ein (sehr zu Horsts Unwillen), der eigentlich nur einen Praktikumsnachweis für seinen neuen Arbeitgeber in Asien braucht. Philipp, der gehofft hat, mit Hilfe seines Onkels (eines Stadtrats) diesen Nachweis auch ohne wirkliche Arbeit zu bekommen, wird im entscheidenden Moment jedoch von Wiesenkamp über den Tisch gezogen.
Am folgenden Tag erscheint Philipp auf der Baustelle, immer noch mit der Annahme, nur auf Wiesenkamps Unterschrift warten zu müssen. Zuerst landet er jedoch auf der Nachbarbaustelle, wo die Baufirma von Wiesenkamps Bruder Ernst baut. Als sich das Missverständnis aufklärt und der Polier Jochen Philipp zur richtigen Baustelle bringt, könnte der Kontrast nicht größer sein: Während die Baustelle von Wiesenkamps Bruder professionell aussieht, erscheint auf der anderen Baustelle alles unordentlich und improvisiert. Bis Wiesenkamp kommt und den Polen Marek mitbringt, wird Philipp von Kümmel, Kalle und Horst jedoch als zusätzliche Arbeitskraft angesehen, wobei insbesondere der Arbeiter Horst den Akademiker Philipp bei jeder sich bietenden Gelegenheit schikaniert. Philipp soll u. a. ein Gerüst festmachen, versucht aber stattdessen, seinen Flug nach Kuala Lumpur umzubuchen. Kümmel, Kalle und Horst inszenieren Mareks Tod durch einen Sturz von diesem Gerüst, um sich von Wiesenkamp für ihr Stillschweigen bezahlen zu lassen. Philipp, der sich als Schuldigen an Mareks „Unfall“ sieht, läuft los, um den Rettungswagen zu alarmieren. Als dieser an der Baustelle eintrifft, gibt es keinen Hinweis mehr auf einen Unfall. Nach Feierabend lassen Kümmel, Kalle und Horst scheinbar Mareks „Leiche“ verschwinden, indem sie sie mittels Kreissäge zerstückeln, in Plastiktüten verpacken und auf der Baustelle einbetonieren. Philipp steht in der Zwischenzeit Schmiere.
Am selben Abend feiern Kümmel, Kalle und Horst bei Horst zuhause eine kleine Feier – bei der auch Marek anwesend ist und sein Geld bekommt. Hier wird nun deutlich, dass Marek nicht tot ist, sondern mit den anderen gemeinsame Sache gemacht hat. Während der Feier erscheint Philipp bei Astrid, Horsts Tochter, die auf Wiesenkamps Gartenparty gekellnert hat und ebenfalls Architektur studiert. Astrid kam „rein zufällig“ an der Baustelle vorbei, um Philipp zu fragen, ob er ihr beim Einrichten ihres neuen Computers helfen könne. Horst, der von der sich anbahnenden Beziehung zwischen seiner Tochter und Philipp nicht begeistert ist, wirft Philipp mehr oder weniger freundlich aus seinem Haus, nicht ohne ihm vor der Haustür noch etwas zu sagen. Während des Gesprächs kommt Marek im Hintergrund vorbei, wird von Philipp jedoch nicht gesehen. Dies ist nur der Auftakt einer Reihe von Szenen, in denen Marek immer wieder zu sehen ist, meistens in Räumlichkeiten, die auch Wiesenkamp besucht.
Mittlerweile ist das Unternehmen in finanzielle Schwierigkeiten geraten, doch die drei Angestellten nebst Praktikant Philipp erklären sich bereit, das letzte Bauvorhaben termingerecht fertigzustellen und ihrem Chef Wiesenkamp damit aus der finanziellen Notlage zu helfen. So verwenden sie beispielsweise Asbestdämmstoff, den Kalle kostenlos von seinem Schwager Siggi bekommt, der in einem Baumarkt arbeitet. Bei der Fertigstellung ergeben sich jedoch ungeahnte Komplikationen, so ist das Haus z. B. ein Fertigbausatz, und bei Aushubarbeiten stoßen die vier auf eine alte Fliegerbombe der US Air Force. Anstatt den Kampfmittelräumdienst mit der Beseitigung zu beauftragen, entscheiden sich Kümmel, Kalle und Horst, die Bombe an Ort und Stelle wieder einzugraben und das Haus einfach einen Meter kürzer zu bauen, als im Bauplan vorgesehen. Hier kann nun Philipp punkten: In einer nächtlichen Sitzung an Astrids Computer fälscht er nicht nur die Baupläne, sondern kommt auch Astrid näher. Durch Philipps Hilfe kann das Bauvorhaben wie geplant weiter durchgeführt werden, und auch die anfänglichen Hänseleien hören schlagartig auf. Zur Feier dieses Erfolgs besuchen Kümmel, Kalle und Horst zusammen mit Philipp das Rotlichtmilieu. Hier erzählt Philipp in betrunkenem Zustand einer Prostituierten, dass er einen Menschen umgebracht habe.
Als jedoch Werner Wiesenkamps Ehefrau mit dessen Bruder nach Mallorca verschwindet, nehmen die Dinge eine dramatische Wende. Am nächsten Morgen besucht Astrid die Baustelle, um Philipp zu fragen, warum er nicht zu ihrer Verabredung erschienen ist. Horst erzählt seiner Tochter daraufhin, dass Philipp mit ihm und den anderen im Bordell war. Werner Wiesenkamp, der auch Sportpilot ist, entdeckt auf dem Flugplatz, dass Marek noch am Leben ist, woraufhin er zur Baustelle fährt, um seine Angestellten zur Rede zu stellen. Auf der Baustelle findet derweil ein Polizeieinsatz statt, da die Prostituierte der Polizei Philipps Geschichte erzählt hat. Die Spurensicherung findet im Fundament die Plastiktüten, die von Kümmel, Kalle und Horst nach Mareks Unfall einbetoniert wurden. Jedoch befinden sich in den Tüten lediglich mehrere Kanister Altöl und nicht, wie angenommen, die zerstückelte Leiche von Marek. Die Baustelle wird daraufhin von den Behörden geschlossen. Kümmel, Kalle und Horst werden von Ernst Wiesenkamp, Werners Bruder, angestellt, jedoch kurze Zeit später wieder entlassen. Werner Wiesenkamp plant mittlerweile, die Fliegerbombe von der Baustelle unter sein Sportflugzeug zu montieren und diese seinem Bruder „aufs Dach zu setzen“. Dieses Vorhaben können Kümmel, Kalle, Horst, Astrid und Philipp zwar erfolgreich verhindern, nicht jedoch, dass die Bombe beim Hantieren mit dem Bagger detoniert. Durch die Explosion wird ein stillgelegter Bergbaustollen freigelegt, der von Werner Wiesenkamps Baustelle zur angrenzenden Baustelle von Ernst Wiesenkamp führt. Kümmel, Kalle, Horst, Philipp und Werner reißen kurzerhand die alten Bergbaustützen ein. Wieder zurück am Tageslicht stellen sie fest, dass auf Ernst Wiesenkamps Baustelle Richtfest gefeiert wird, und Werner versucht, seinen Bruder davon abzuhalten. Ernst lässt sich jedoch nicht beeindrucken, und beim Absetzen des Richtbaums fällt der Rohbau des Hauses in sich zusammen.
Daher geht auch der Auftrag zur Errichtung des Kindergartens nicht an Ernst, sondern an die Firma „Marek und Partner“: Werner Wiesenkamp hat sich mit Marek versöhnt, der zwischenzeitlich durch Aktienhandel reich geworden ist. Beide haben sich beruflich verbündet, wodurch Werners Baufirma saniert ist. Philipp und Astrid werden zusammen glücklich, während Kümmel, Kalle und Horst wieder bei Werner Wiesenkamp arbeiten.

## Rezeption
„Wie es für Thorwarth-Komödien üblich ist, entfaltet der Bauarbeiter-Klamauk einen unwiderstehlichen Ruhrpott-Charme, der mit deftigem Wortwitz, skurrilem Slapstick und makabren Zwischentönen unterlegt ist. Ralf Richter, Willi Thomczyk und Hilmi Sözer spielen die Baustellen-Jungs so lebensnah und abgezockt, dass Alexandra Maria Lara als einzige Frau am Bau neben den Testosteron-Hünen einen schweren Stand hat.
Thorwarths Spritzbeton-Burleske ist bis zur letzten Sekunde urkomisch, sollte aber von einer Personengruppe gemieden werden: Falls Sie gerade Bauherr sind, könnte Ihnen dieser Film Panikattacken bereiten.“

„Mitunter recht derbe Ruhrpott-Komödie mit den üblichen Späßen und Charakteren, deren Verquickung mit einer Liebesgeschichte nie so recht gelingen will.“

## Auszeichnungen
- Berlinale (2002): Jupiter als bester deutscher Film